# Neoparaphytoseius sooretamus
Neoparaphytoseius sooretamus är en spindeldjursart som först beskrevs av E.M. El-Banhawy 1984.  Neoparaphytoseius sooretamus ingår i släktet Neoparaphytoseius och familjen Phytoseiidae. Inga underarter finns listade i Catalogue of Life.